# Arthur C. Mace

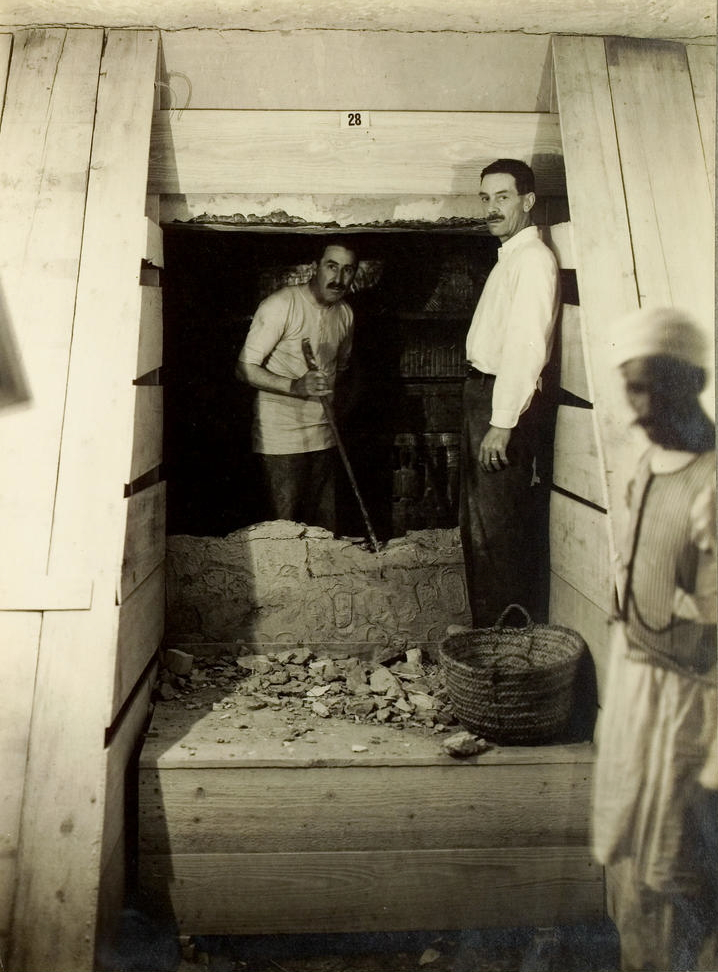
Arthur C. Mace (Mitte) mit Howard Carter und einem ägyptischen Arbeiter beim Öffnen der Grabkammer von KV62, dem Grab des Tutanchamun, 1923

Arthur Cruttenden Mace (* 17. Juli 1874 in Hobart, Tasmanien; † 6. April 1928 in New York City) war ein britischer Ägyptologe.

## Leben
Mace wurde 1874 in Hobart, Tasmanien, als Sohn von John Cruttenden Mace und dessen Ehefrau Mary Ellen „Minna“ geb. Bromby geboren. Sein Großvater Charles Henry Bromby war seit 1864 anglikanischer Bischof von Tasmanien. Als dieser 1882 in den Ruhestand ging und eine Berufung zum Assistenz-Bischof in Lichfield annahm, übersiedelte die Familie mit ihm nach England. Im Alter von 13 Jahren zog Mace zu seinem Onkel Henry Bromby nach Bethnal Green. Ab seinem 16. Lebensjahr besuchte er die St Edward’s School in Oxford und ab 1893 das Kebble College. Dort machte er 1895 seinen Abschluss und arbeitete für kurze Zeit als Lehrer in Bath.
Da ihn diese Arbeit jedoch nicht befriedigte und er auch keine kirchliche Karriere wie sein Großvater und seine Eltern anstrebte, schlug er 1897 einen anderen Weg ein. Vermutlich über familiäre Verbindungen seiner Mutter erhielt er Kontakt zu seinem entfernten Cousin, dem Ägyptologen William Matthew Flinders Petrie, der ihn als Assistent einstellte. Mace nahm zunächst an Petries Grabung in Dendera teil, dann 1898/99 in Diospolis Parva und von 1899 bis 1901 in Abydos. Im Herbst 1901 verließ er Petries Grabungsteam und arbeitete zunächst für den Amerikaner George Andrew Reisner, der in Naga-ed-Deir und später in Gizeh grub.
Auf Reisners Grabungen machte Mace die Bekanntschaft von Albert M. Lythgoe. Als dieser 1906 zum Kurator der neu gegründeten Ägypten-Abteilung des Metropolitan Museum of Art in New York berufen wurde, stellte er Mace als Mitarbeiter ein. Für das Museum nahm er bis 1908 an der Ausgrabung der Amenemhet-I.-Pyramide in Lischt teil. 1909 wurde er zum Assistenz-Kurator berufen und arbeitete bis 1912 an den Ausstellungsräumen der neuen Ägypten-Abteilung und an der Aufarbeitung der Funde aus Lischt. 1912/13 nahm er erneut an Ausgrabungen in Lischt teil.
Mit Ausbruch des Ersten Weltkriegs meldete er sich zur British Army. Wegen seines Gesundheitszustands wurde er, sehr zu seiner Enttäuschung, allerdings nicht an die Front geschickt, sondern in das Royal Army Service Corps versetzt, für das er in England und Italien tätig war.

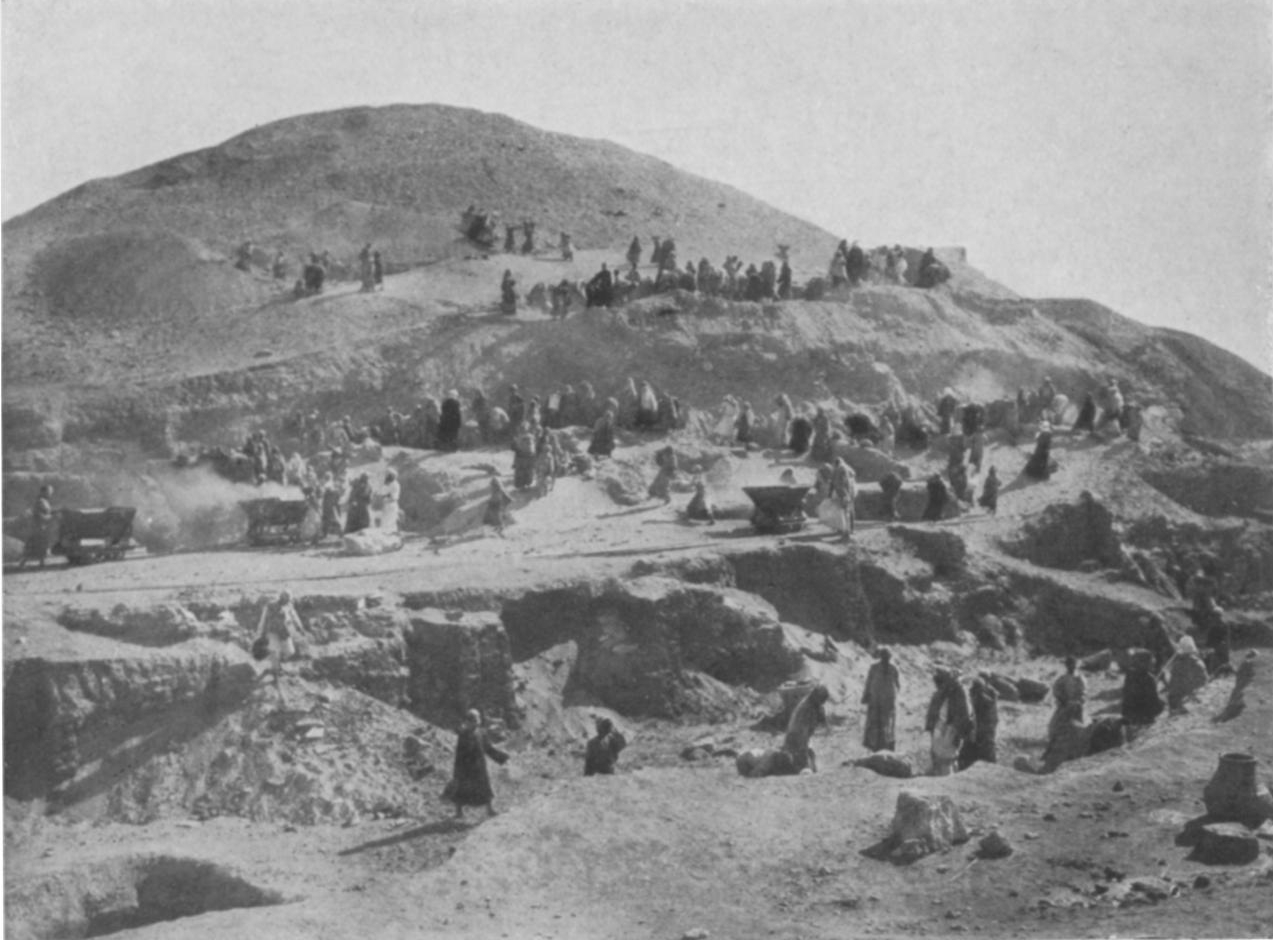
Grabungen an der Amenemhet-I.-Pyramide in Lischt 1921/22 unter der Leitung von Arthur C. Mace

Im Winter 1919/20 kehrte Mace nach New York zurück und setzte zwischen 1920 und 1922 die Grabungen in Lischt fort. 1922 wurde er zum stellvertretenden Kurator der Ägypten-Abteilung des Metropolitan Museums ernannt. Eine weitere Kampagne in Lischt musste kurzfristig abgesagt werden. Mace und ein Großteil des restlichen Grabungsteams des Museums wurden durch Lord Carnavon angeworben, um Howard Carter bei der Freilegung und Dokumentation des kurz zuvor entdeckten Grabes des Königs Tutanchamun im Tal der Könige bei Luxor zu unterstützen.
Nach zwei Jahren Arbeit mit Carter erlitt Mace einen gesundheitlichen Zusammenbruch. Die nächsten Jahre verbrachte er in England, an der italienischen Riviera, in der Schweiz und in New York, in der Hoffnung, seine Gesundheit würde sich verbessern. Weiterhin versuchte er, seine Aufzeichnungen zu den Grabungen an der Amenemhet-I.-Pyramide zu ordnen und zur Publikationsreife zu bringen, was ihm aber nicht mehr gelang. So blieb es bei einigen im Bulletin of the Metropolitan Museum of Art veröffentlichten Vorberichten. Sein Zustand verschlechterte sich zusehends und am 6. April 1928 starb er mit nur 53 Jahren.
Maces relativ früher Tod führte zu Spekulationen, er sei wegen seiner Mitarbeit am Grab des Tutanchamun dem „Fluch des Pharao“ zum Opfer gefallen. Allerdings war seine Gesundheit bereits zuvor stark angegriffen.

## Schriften
- mit William Matthew Flinders Petrie: Diospolis Parva. The Cemeteries of Abadiyeh and Hu, 1898–9. (1901)
- mit David Randal-MacIver: El Amrah and Abydos 1899–1901. (1902)
- The Early Dynastic Cemeteries of Naga-ed-Dêr. Part 2. (1909)
- The Murch Collection of Egyptian Antiquities. (1911)
- mit Herbert E. Winlock: The Tomb of Senebtisi at Lisht. (1916)
- mit Howard Carter: The Tomb of Tut-Ankh-Amen. Discovered by the Late Earl of Carnarvon and Howard Carter. (1923)